# Gina Algranati
Regina Algranati, detta Gina (Roma, 16 dicembre 1886 – Napoli, 1963), è stata una bibliotecaria e scrittrice italiana.

## Biografia
Regina Algranati nacque a Roma il 16 dicembre 1886 da Alessandro e Gabriella Castelnuovo. Era gemella di Maria Algranati, poetessa e scrittrice italiana. La famiglia, che era ebrea, si trasferì a Napoli dove si fermerà tra alterne vicende di prosperità e ristrettezze.
Si laureò al Magistero Suor Orsola Benincasa in Storia e Filosofia. Esonerata a causa delle leggi razziali fasciste quando era preside del Magistero di Siena, fu reintegrata nel 1943, e nel 1945 le fu attribuito il compito di riorganizzare la biblioteca dell'ex Società Reale di Napoli, oggi Accademia di Scienze, Lettere e Arti, fino al 1954, soprattutto per merito della sua profonda cultura e della conoscenza delle lingue.
Collaborò, con le riviste Le vie d' Italia, La rassegna italiana, La rivista geografica italiana, L'archivio storico napoletano, Sapere, Ausonia, Folklore italiano, Il giornale d'Italia, Il Mezzogiorno, Brutium, Il popolo di Calabria, Il Risorgimento, Nord e Sud, Corriere dei Piccoli, Corriere del libro, Leonardo e con alcuni quotidiani tra cui il Mattino e il Corriere della Sera di Napoli.
Morì a Napoli nel 1963 all'età di 76 anni.

## Opere
- Primo Grido, Liriche dei vent'anni. Tipografia Diritto e Giurisprudenza, Napoli 1910
- Notizie inedite intorno a Giulia Gonzaga, Napoli, 1908
- Le idee di Leone Tolstoi intorno all'arte, M. Priore, Napoli, 1911
- Un romanziere popolare a Napoli: F. Mastriani, Morano, Napoli, 1914
- Terre irredente, Silvio Morano ed., Napoli 1915
- Intorno al concetto di nazione, Napoli, 1919
- Vita di fra Geronimo Seripando, cardinale di Santa Susanna, Perrella, Napoli, 1923[2]
- Amalfi: bellezze sfavillanti della sua costa, Sonzogno, Milano, 1925
- Calabria forte, Trevisini, Milano, 1928
- Potenza e i suoi dintorni, Sonzogno, Milano, 1928
- Basilicata e Calabria, UTET, Torino, 1929
- Ischia, Arti Grafiche, Bergamo, 1930[2][3]
- Variazioni della costa dell'isola d’Ischia negli ultimi secoli attraverso documenti storici, "Atti dell’XI congresso Geografico Italiano", Tip. Giannini e figli, Napoli, 1930
- Ischia, in Corriere della sera, 1930
- Navigare necesse est, Paravia, Torino, 1931
- Italica Stirpe, antologia italiana per gli istituti di avviamento professionale, Paravia, 1936
- Parlare e scrivere, grammatica della lingua italiana, Paravia, 1937
- Notizie meteorologiche e climatologiche della Campania, Bologna, Zanichelli, 1938
- Le tre porte, 1943
- Villa in campagna, Conte, Napoli, 1943
- La ricostituita Biblioteca delle Accademie di Napoli, 1954
- Torri costiere del basso Tirreno, Vie d'Italia, febbraio 1955[4]
- Dall’Olimpo al Golgota, Pironti, Napoli, 1956
- Benedetto Croce e i giovani (che oggi sono vecchi), Bologna, 1956
- Canti di popolo dell'isola verde, Napoli, 1957, id. 1994[5]
- Pirateria nostrana e avventura del piccolo cabotaggio nel Mar Tirreno ai primi del '700, Napoli, 1960
- La Badia[6], Paravia, 1975